# Élections européennes de 1989 au Royaume-Uni
Les troisièmes élections européennes se sont déroulées le 15 juin 1989 au Royaume-Uni pour désigner les 81 députés européens au Parlement européen, pour la législature 1989-1994.

## Résultats
| Parti | Parti                                  | Votes     | %    | Sièges | +/- | Groupe |
| ----- | -------------------------------------- | --------- | ---- | ------ | --- | ------ |
|       | Parti travailliste                     | 6 153 640 | 39   | 45     | +13 | SOC    |
|       | Parti conservateur                     | 5 331 077 | 33   | 32     | -13 | DE     |
|       | Parti vert                             | 2 292 705 | 14,5 | 0      | -   | -      |
|       | Parti social démocrate - Parti libéral | 986 292   | 6,2  | 0      | -   | -      |
|       | Parti national écossais                | 406 686   | 2,6  | 1      | -   | ARC    |
|       | Plaid Cymru                            | 115 062   | 0,7  | 0      | =   | -      |

| Parti | Parti                                  | Votes   | %    | +/-  | Sièges | +/- | Groupe |
| ----- | -------------------------------------- | ------- | ---- | ---- | ------ | --- | ------ |
|       | Parti unioniste démocrate              | 160 110 | 29,9 | -3,7 | 1      | =   | NI     |
|       | Parti social-démocrate et travailliste | 136 335 | 25,5 | +3,4 | 1      | =   | SOC    |
|       | Parti unioniste d'Ulster               | 118 785 | 22,2 | +0,7 | 1      | =   | PPE    |
|       | Sinn Féin                              | 48 914  | 9,1  | -4,2 | 0      | =   | -      |
|       | Parti de l'Alliance d'Irlande du Nord  | 27 905  | 5,2  | +0,2 | 0      | =   | -      |
|       | Parti conservateur                     | 25 789  | 4,8  | n/a  | 0      | n/a | -      |
|       | Parti vert                             | 6 569   | 1,2  | +0,9 | 0      | =   | -      |
|       | Parti des travailleurs d'Irlande       | 5 590   | 1,0  | -0,3 | 0      | =   | -      |
|       | Représentation travailliste            | 3 540   | 0,7  | n/a  | 0      | n/a | -      |
|       | Labour '87                             | 1 274   | 0,2  | n/a  | 0      | n/a | -      |